# Ciechan Miodowe

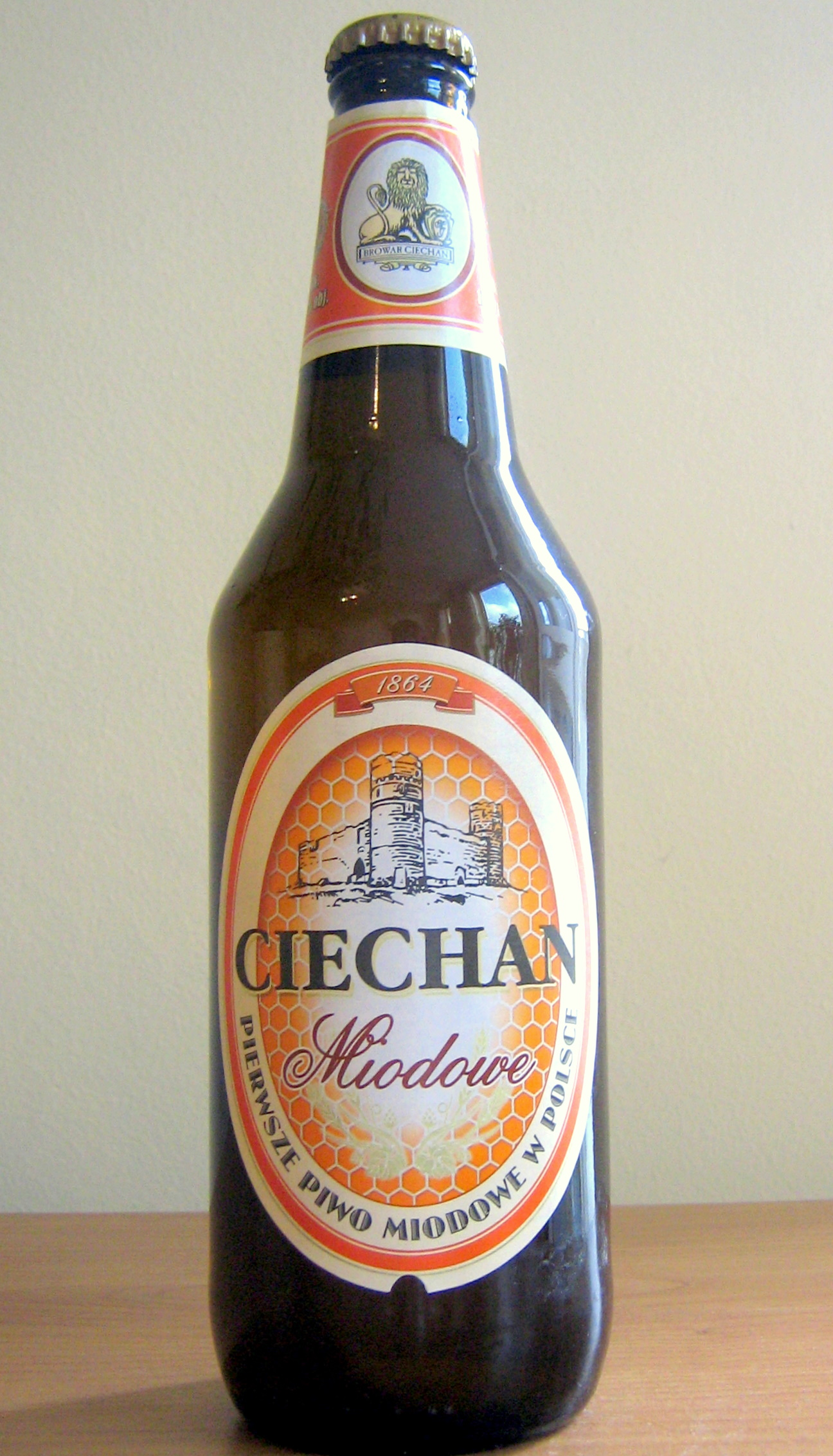
Bierflasche

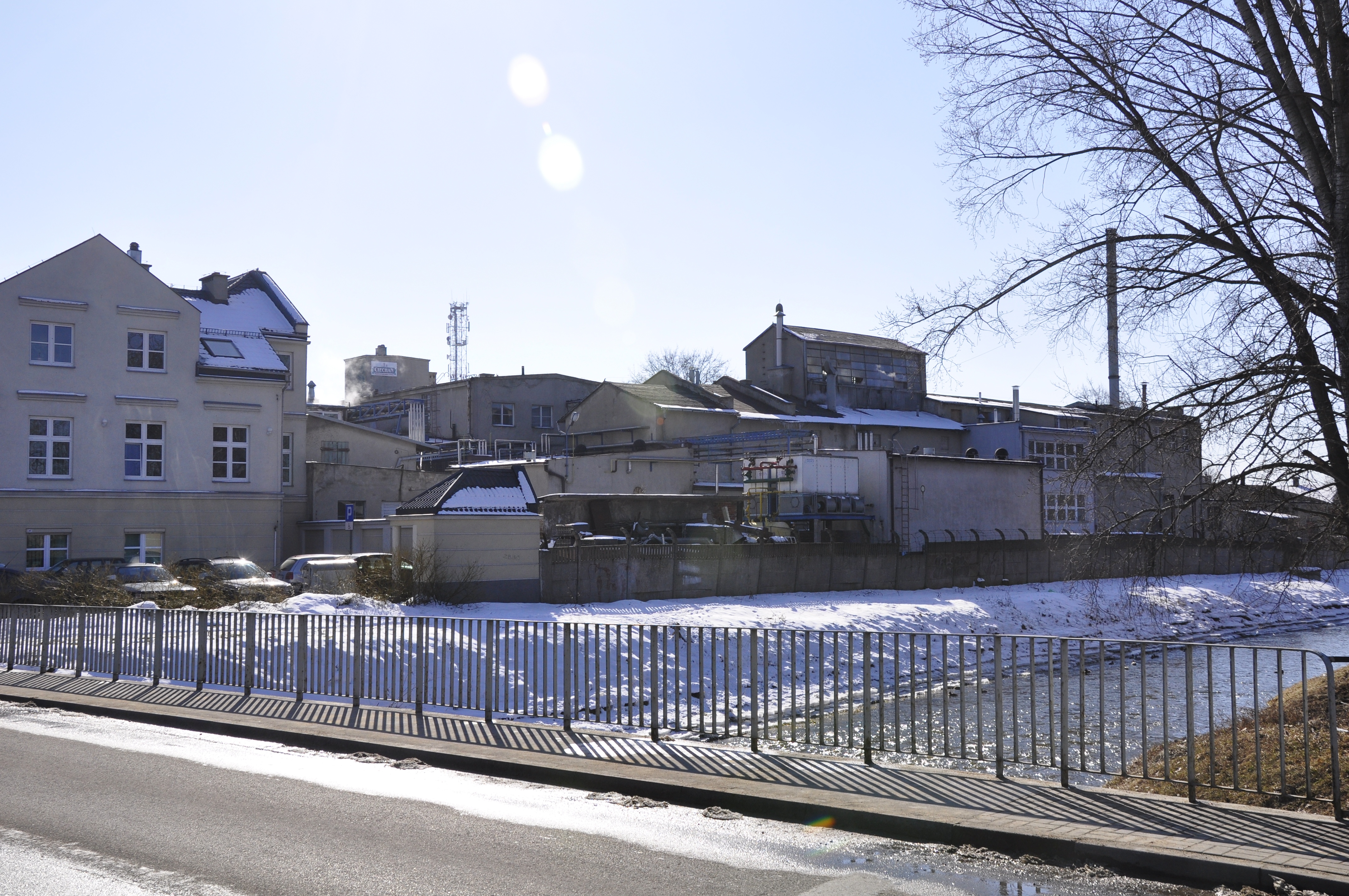
Brauerei Ciechan

Ciechan Miodowe ist ein Honigbier aus Polen mit einem Alkoholgehalt von 5,7 % Vol. Es wird in der Brauerei in Ciechanów gebraut, die zur Brauereigruppe Browary Regionalne Jakubiak gehören, einem Zusammenschluss mehrerer ursprünglich selbständiger mittelständischer Brauereien. Die Tradition des Bierbrauens in Ciechanów stammt aus dem Mittelalter, die derzeitige Brauerei entstand Mitte des 19. Jahrhunderts. Neben Ciechan Miodowe gehören zur Gruppe Browary Regionalne Jakubiak weitere Biermarken wie Bojan, Lwówek Książęcy, Ciechan Wyborne, Darłowiak und Tenczynek. Im Logo ist die Burg Ciechanów am Sitz der Brauerei.